# モリンドン (抗精神病薬)
モリンドン (Molindone) は、統合失調症の治療に用いられる抗精神病薬である。商標名は、モーバン (Moban) である。脳内のドーパミンの効果を阻害することで、精神病の症状を抑える。経口で摂取すると素早く吸収される。定型抗精神病薬と記述されることも非定型抗精神病薬と記述されることもある。
唯一のサプライヤーであったEndo Pharmaceuticalsは、2010年1月13日に販売を停止した。

## 副作用
モリンドンの副作用は、他の定型向精神薬のものと似ている。しかし、大部分の定型向精神薬と異なり、体重減少もある。